# ローデシアン・リッジバック
ローデシアン・リッジバック（英：Rhodesian Ridgeback）は、南アフリカ及びジンバブエ（旧ローデシア共和国）原産のセントハウンド犬種のひとつである。別名はローデシアン・ライオン・ドッグ（英Rhodesian Lion Dog）、アフリカン・ライオン・ハウンド（英：African Lion Hound）、ファン・ローイェン・ドッグ（英：Van Rooyen Dog）など。

## 歴史
もととなった原種は16世紀ごろから存在していた。その犬種は地元のホッテントット族が古くから猟犬として飼育していたホッテントット・ドッグとヨーロッパのマスティフタイプの犬のミックスで、まだ品種としては確立されていなかった。
尚、この原種を作出したのは原産国に入植してきたヨーロッパ人で、ホッテントット族を追い出したり土地を差し押さえる際に入手したホッテントット・ドッグを有効活用するために考案されたといわれている。土地を追い出されて食料も十分になく放浪する羽目になったホッテントット族の中には愛犬を手放さざるを得なくなってしまったものが後を絶たなかった。そうして主人を失ったホッテントット・ドッグはヨーロッパ人側にとって邪魔な存在でしかなく、発見され次第銃殺され命を奪われる光景がしばしばみられた。しかし、ホッテントット・ドッグを飼い慣らして再び猟犬として訓練しなおし、ライオンやその他の猛獣の狩猟や護身に用いるものが現れはじめ、土地への適応性と猟犬としての能力が評価されるとヨーロッパ人のホッテントット・ドッグに対する見方が大きく変化した。以前は発見次第銃殺することが普通となっていたが、発見後はそれを捕獲し、猟犬としての資質が高い個体を選んでマスティフタイプの犬と掛け合わせて交雑種の猟犬を生み出すのに用いられるようになっていった。そうして誕生した交配種が今日のローデシアン・リッジバックの原型となっている。ちなみに、ホッテントット・ドッグを捕獲して訓練しても猟犬としての才能が見出されなかった場合は殺処分（撲殺や銃殺）されることが多く、そこから生還して番犬などとして使われていたものは非常に稀であったと伝えられている。
19世紀中盤になるとようやく品種として固定されるようになった。本種の原種数頭にホッテントット・ドッグを2頭、イングリッシュ・マスティフ、ブラッドハウンド、グレート・デーン、ブレンバイザー、そしてなんらかのポインター犬種などがかけ合わせられることで今日の姿になった。
もともとは人を襲うカバやゾウといった猛獣を狩ることに専門的に用いられていた。パックを組んで獲物の臭いを追跡し、発見するとどこまでも粘り強く何時間も追い掛け回し、カバやゾウの威嚇や反撃にも怯まず勇敢に立ち向かう。主人の銃によってとどめが刺された。
品種として固定された19世紀の後半になると、非常に勇敢で力が強いことからライオンを狩ることに使われるようになり、のちにこのライオン狩りが本種の専門職になった。狩りかたについてはカバやゾウと同じで、数匹で相手を吠え立て、銃を持った猟師を待つ。
1920年代になるとスタンダード（犬種基準）が確立され、1930年代に国外へはじめて輸出された。
現在も南アフリカとジンバブエで人気が高い犬種で、ペットやショードッグとしてだけでなく猟犬としても多く飼育されている。珍しい特徴と使役内容から世界的に著名な犬種であるが、猟犬種のため飼育が比較的難しく、原産地域以外ではあまり極端に多数飼育されている国はない。ただし、ブリーダーは各国に散在している。

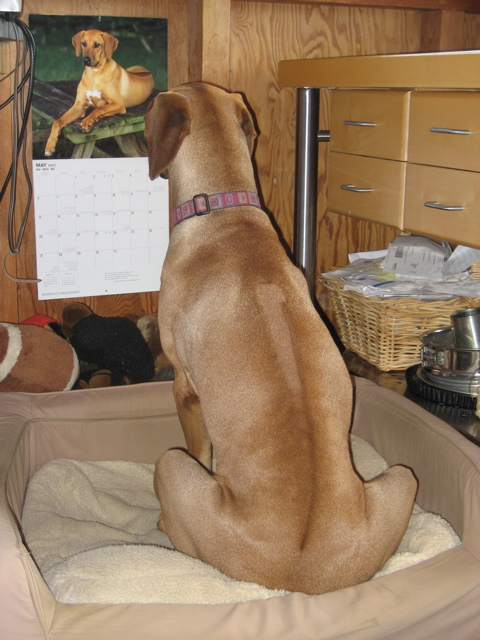
リッジバック

日本でも飼育が行われているが、ジャパンケネルクラブに登録されることは珍しく、希少な存在である。近年では2009年と2010年に国内登録が行われた。
尚、ローデシアンの先祖はタイ王国のタイ・リッジバック・ドッグであると主張する専門家がいるが、現在この説は正しくないことが証明されている。旧ローデシア地域及びホッテントット族とタイ王国との間に交流は全くなく、DNA検査の結果ローデシアンはタイ・リッジバックのDNAを有していないことが判明した。両種が持つリッジバックという珍しい特徴はそれぞれが独自に獲得したものであると見られているが、いずれもどのように発生したか詳しいことは不詳である。ただし、ローデシアンの先祖にあたるホッテントット・ドッグは、その直系の先祖になったアフリカニスという野生犬（野良犬）の突然変異によってリッジバックとなったと見られていて、それをローデシアンが受け継いだものであると考えられている。
ちなみに、アフリカではローデシアンが勇敢で粘り強いのは戦士の魂と蛇を有しているためであるという言い伝えが存在する。勇猛果敢であるのは戦士の生まれ変わりであるため、そして蛇のように粘り強く正確な攻撃が出来るのは背中に蛇を背負って生まれてきたからであるという言い伝えであるが、この「背中に生まれつき背負っている蛇」というのはリッジバックのことである。
2010年にドイツのこの犬種の母犬に17匹もの仔犬が一腹で生まれたことが注目された。

## 特徴

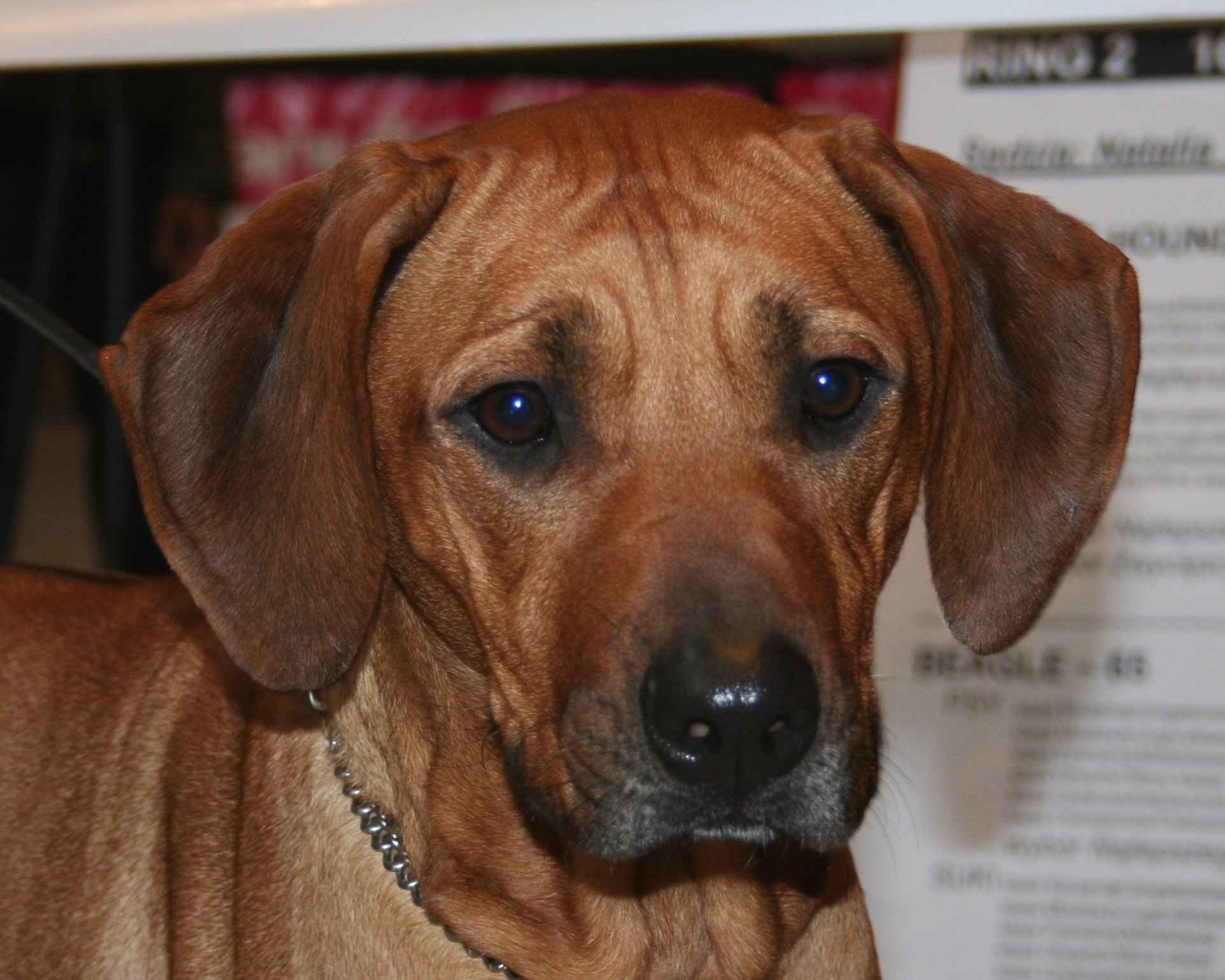
顔

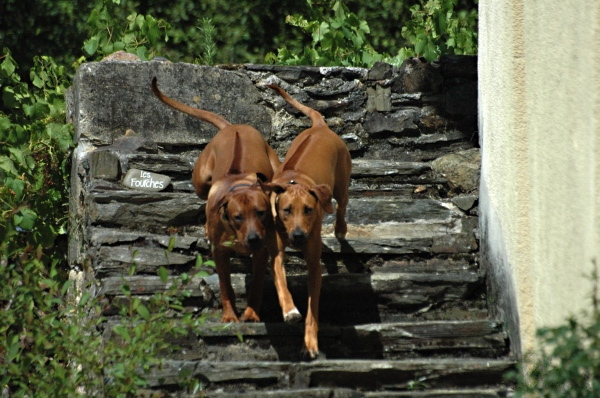
リッジバックは遠くからでもよく見える

その名の通り、本種の最大の特徴になっているのは背骨に沿って生えているリッジバックである。この毛は首から尾の付け根にかけての間に走っていて、その部分だけ毛の生えている向きが逆になっている。リッジバックを持つ犬種は世界的に見ても珍しく、数種類しか確認されていない。
筋肉質の引き締まった体つきをしていて、胴と脚が長い。力強さと足の速さを併せ持っている。マズルの長さは普通で、太く先細りであごの力は強靭である。胸は深い。耳は垂れ耳、尾は飾り毛のない先細りのサーベル形の垂れ尾。コートは滑らかなスムースコートで、暑さに強い。毛色は赤みがかったフォーンかタンの単色で、耳は色が濃く、マズルはブラックになる傾向が強い。又、これに加えて胸にホワイトのパッチが入る場合がある。体高は雄64〜69cmで雌61〜66cm、体重は雄34kg前後で雌30kg前後の大型犬。性格は主人家族に忠実で従順、勇敢で状況判断力が非常に高い。ただし、自己判断力が高いので独立心も旺盛である。狩猟の際には非常に獰猛になるが、それ以外のときはのんびりすることが好きな一面もある。しつけは基本的に主人からしか受けず、家庭犬として飼育する際には一貫した厳しい訓練が必要となる。主従関係がしっかり築かれていれば飲み込みはよくなる。見知らぬ人や犬とはあまり積極的に接することはなく、常に主人のそばにいることのほうを好む。無理に家族以外の人と触れ合わさせようとした飼い主が激しく吠え立てられたり、噛まれたりするということも起こっているので無理は禁物である。元が猟犬種であるため運動量は莫大で、初心者が飼育するのは難しい犬種である。かかりやすい病気は大型犬でありがちな股関節形成不全や関節疾患、内分泌系疾患などがある。